# ورسان
ورسان هو حي يقع في إمارة دبي في الإمارات العربية المتحدة ويبلغ عدد سكانه 1,422 نسمة. وهو حي صناعي في دبي، تحده الورقاء من الشمال وند الشبا من الغرب. ويقع الحي بجوار مدينة دبي العالمية. تنقسم ورسان إلى أربع مناطق: ورسان 1 التي تضم بحيرة ورسان وتتكون من الشقق السكنية والفلل والمكاتب التجارية. ورسان 2 والتي تعتبر القسم الأكبر من ناحية المساحة وتضم نادي بولو بالم دبي وتقع فيها محطة دبي للصرف الصحي ومعالجة المياه بالإضافة للفرع الرئيسي لهيئة كهرباء ومياه دبي. ورسان 3 والتي تضم مشتل ورسان وسوق الحيوانات الأليفة وسوق دبي للنباتات.  ورسان 4 التي تحوي عدد كبير من المباني السكنية. وتتميز الورسان بمختلف أقسامها بأنها ذات كثافة سكانية منخفضة وصناعية في الغالب.
تشمل المعالم الأخرى في المنطقة ديزرت بالم دبي ومحطة العوير للطاقة. يحدها من الشمال طريق E 44 (طريق العوير) ومن الغرب طريق E 311 (طريق الإمارات). ويمكن الوصول إليها عن طريق محطة مترو سنتر بوينت (الراشدية سابقاً) التي تعتبر أقرب محطة مترو، بالإضافة لباصات دبي التي تربط المحطة مع مختلف أجزاء المدينة.